# Inbördeskriget i Angola
Inbördeskriget i Angola var en stor väpnad konflikt i Angola, som utkämpades åren 1975–2002, efter Angolanska självständighetskriget. Kriget var en maktkamp mellan MPLA och UNITA, men påverkades även av det Kalla kriget, med ingripanden i stater som USA, Sydafrika, Zaire och Sovjetunionen.

## Bakgrund
Efter Nejlikerevolutionen valdes general António de Spínola till president i Portugal. Det var uppenbart att Portugal inte längre kunde behålla sina kolonier på andra sidan havet. Presidenten försökte få till en angolansk regering bestående av portugiser och representanter från UNITA och FNLA. Man ville till varje pris hålla det kommunistiska MPLA utanför.
Spinola arrangerade ett möte med Zaires president Mobutu på ön Sal i Republiken Kap Verde, som just vunnit självständighet från Portugal.  Planen var att bilda en federation mellan Angola, Zaire och Kabinda, det vill säga det gamla Kongoriket, det som Holden Roberto kämpat för. Men den portugisiska regeringen som fortfarande styrdes av yngre militära officerare, accepterade inte denna utveckling och Spinola tvingades avgå. I stället valdes general Francisco da Costa Gomes till president. Han utnämnde amiralen António Rosa Coutinho till generalguvernör i Angola.
Alvoravtalet om självständighet för Angola undertecknades den 15 januari 1975 i den lilla staden Alvor i södra Portugal. En övergångsregering bestående av de tre befrielserörelserna och Portugal skulle styra Angola till den 11 november, då landet skulle bli självständigt efter fria val. Men redan efter ett par månader bröt UNITA och FNLA avtalet och krigshandlingar utbrör. Från sommaren kontrollerade MPLA de viktigaste delarna av landet.

## Stormakternas pokerspel[6]
De portugisiska kolonierna var bland de sista länder i Afrika som blev självständiga, endast Zimbabwe och Namibia återstod. Angola var oerhört rikt på naturresurser, främst olja, järnmalm och diamanter. I mitten på 1970-talet gick det Kalla kriget in i en ny fas: USA drog sig ur Vietnam och förhandlingar om nedrustning av strategiska vapen pågick. I Sydafrika hade apartheid införts och många länder bojkottade landet. Stormakterna och grannländerna bevakade sina intressen i Angola.

### USA och Sydafrika
Under sommaren och hösten 1975 reste i tur och ordning Holden Roberto, Jonas Savimbi och Agostinho Neto till Washington för att förklara situationen i Angola. Utrikesdepartementet under ledning av Kissinger bestämde sig för fortsatt stöd till FNLA och UNITA. CIA:s platschef i Zaire, John Stockwell med erfarenhet från Vietnam och delvis uppvuxen i Belgiska Kongo (Zaire), avrådde presidenten från inblandning, eftersom det kunde föranleda Sovjetunionen att vidta åtgärder. Men Henry Kissinger övertygande president Gerald Ford och CIA fick order om att genomföra operationen.
USA:s senat började då agera och lyckades ett halvår senare genomdriva en lag som förbjöd vapenexport till privata grupper som bedriver militära eller paramilitära operationer i Angola. När detta vapenexportförbud vann laga kraft började Israel exportera vapen till Sydafrika för användning i Angola.
När sedan Sydafrika invaderade södra Angola för att hjälpa UNITA gav sig även Kuba in i konflikten på MPLA:s sida. Även Republiken Kongo och rebeller från Katanga gav sig in i leken med trupp som stödde MPLA.
John Stockwell begärde avsked i december 1976 och skrev en sammanfattning om USA:s inblandning i Angola som han avslutade med orden:
| ”                | Vi trappade upp en fredlig kapplöpning till en blodig konflikt, som hindrade val och dödade 10.000 angolaner. Vi skapade själva de omständigheter som gjorde det möjligt och nödvändigt för kubanska trupper att ingripa, när CIA gick in och drog med sig den sydafrikanska armén. | „ |
| – John Stockwell | |   |

### Sovjetunionen och Kina
Sovjetunionens inblandning i Angola var begränsad. Det berodde bland annat på att de inte ville äventyra avtal med USA om kärnvapenbegränsning, men också på att de inte litade på Neto. Moskva hade stött MPLA från 1964, men när Daniel Chipenda fyra år senare uteslöts upphörde stödet. 
Kina hade tagit emot MPLA:s förste ledare Viriato da Cruz i början på 1960-talet, men sedan övergått till att stödja UNITA. När sedan Kina började stödja FNLA, som samarbetade med USA, återupptog Moskva kontakterna med MPLA. Men frånsett vapenleveranser, var Sovjetunionen inte särskilt aktiv i Angola 1975.

### Kuba i Angola
År 1965 besökte Che Guevara Afrika och träffade MPLA:s ledare, Agostínho Neto och Lúcío Lara i Brazzaville i Republiken Kongo. Detta ledde till att MPLA fick militärt stöd från Kuba i form av militär utbildning. 
Kuba öppnade också sina universitet för afrikaner och snart fanns mer än 40000 studenter med statliga stipendier.
Sommaren 1975 började kampen om Luanda. I augusti sände Kuba militära rådgivare till MPLA, som höll huvudstaden. MPLA kunde bromsa invasionen i söder; Sydafrika och UNITA. Men i norr mot, Zaire och FNLA var det mer kritiskt. MPLA vädjade i oktober till Kuba om militär hjälp. Castro svarade med "Operation Carlota" som innebar en luftbro med kubanska elitsoldater som kom till försvar av huvudstaden.
En ödets paradox är att det var kubanska trupper räddade USA:s ambassad i Luanda.

### Zaire
Mobutu och Holden Roberto hade ett gemensamt mål; att återupprätta det gamla Kongoriket från tiden före portugisernas ankomst i slutet på 1400-talet. Hösten 1975 hade FNLA 2000 soldater inne i Angola och ca 10000 vid sina läger i Zaire nära gränsen. Mobutu var intresserad av Angolas naturrikedomar och ville därför krossa den kommunistiska rörelsen. Kina försåg FNLA med moderna vapen.
I oktober startade Mobutu och Roberto ett fälttåg mot Luanda. Men denna armé hade inte räknat med MPLA som skickat 7000 elitsoldater som förstärkning av MPLA:s trupper.  Den 10 november möttes de av artillerield i staden Kifandongo i Luandas utkanter. FNLA soldater flydde i panik och Zaires bataljoner var ineffektiva mot motståndarnas moderna vapen.

### Galleri

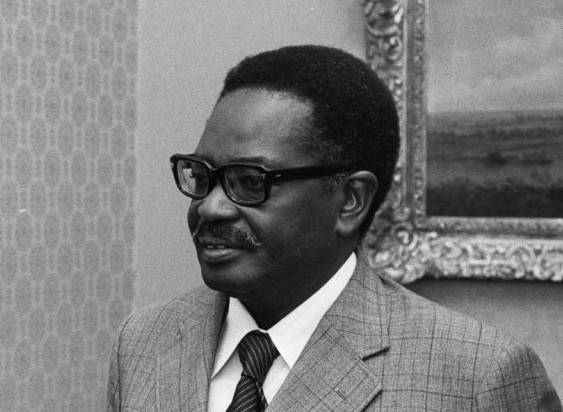
Agostinho Neto 1975
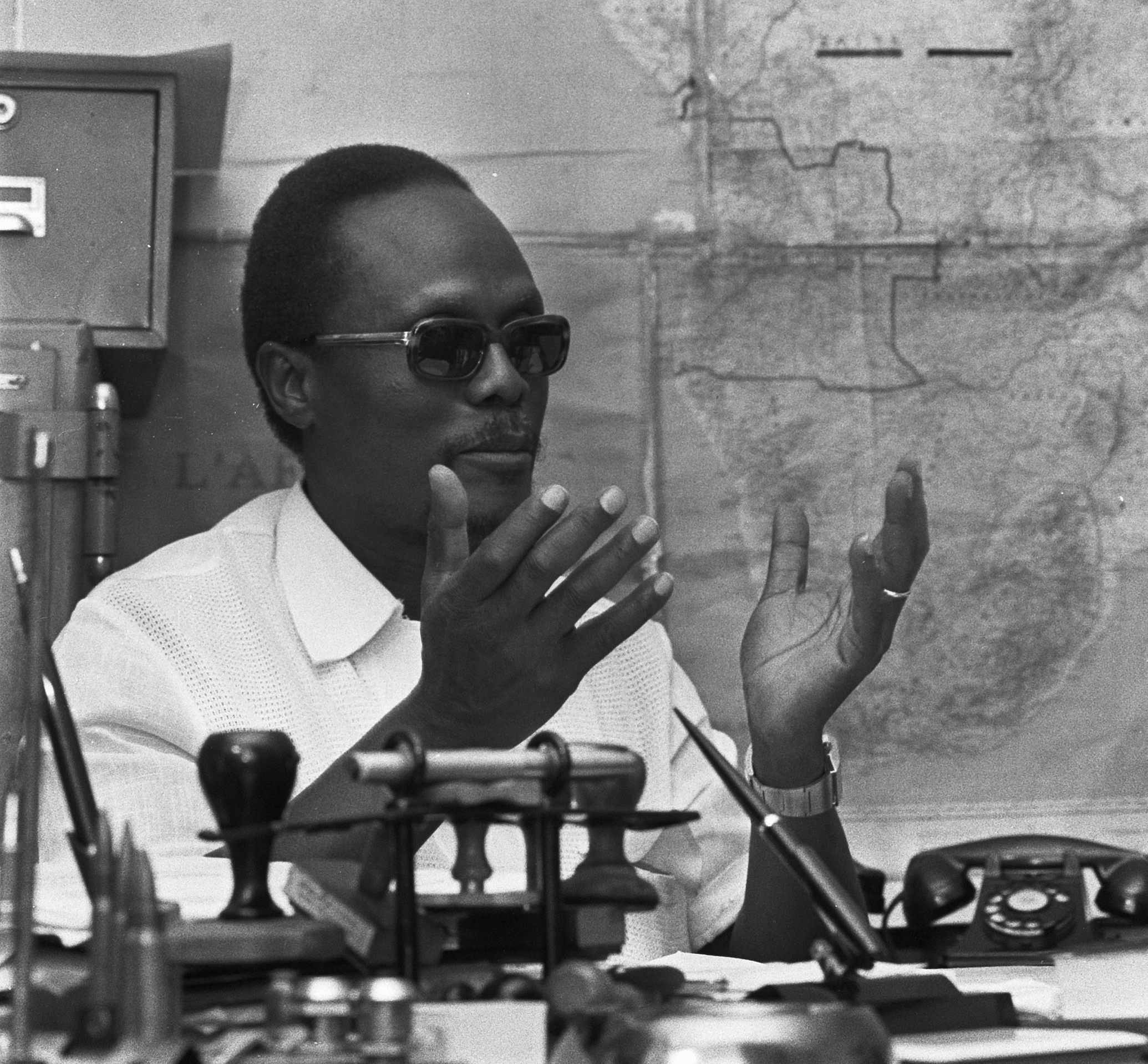
Holden Roberto 1973
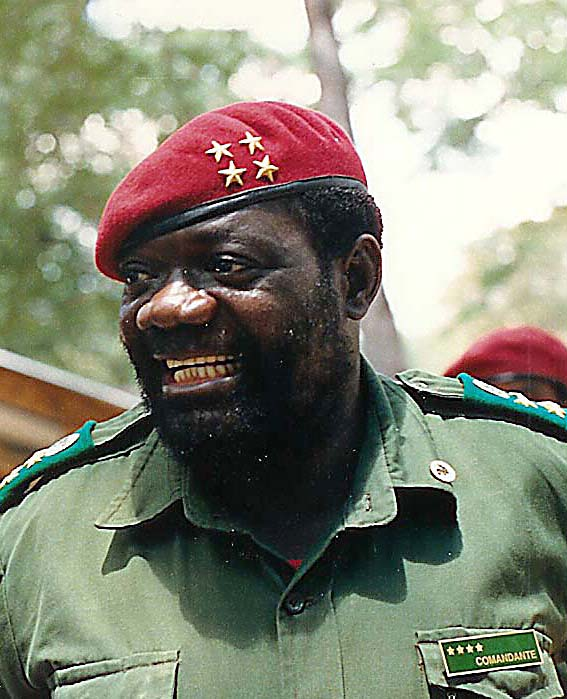
Jonas Savimbi 1989
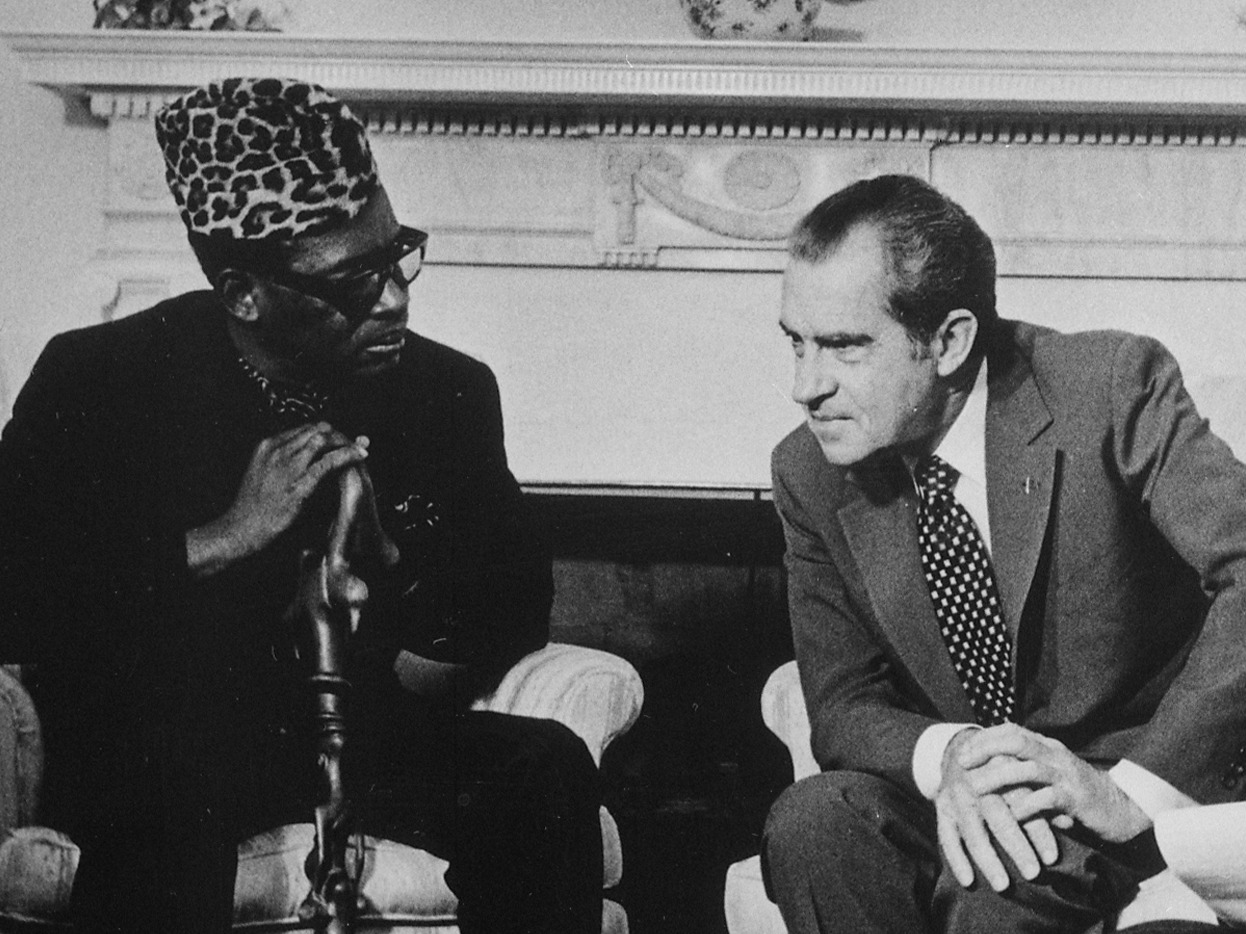
Mobutu och Nixon 1973

## Folkrepubliken Angola
Den 11 november utropade Agostinho Neto Folkrepubliken Angola som en självständig stat och Neto blev landets första president. De kubanska trupperna hade dagen innan stoppat Zaire's och FNLA:s trupper. Sydafrika och UNITA  stoppades långt söder om Luanda. I januari 1976 återvände den sydafrikanska armén till Sydvästafrika. USA förklarade att de inte hade militära trupper eller experter inne i Angola.
I slutet av november förklarade UNITA de områden som de kontrollerade för Socialdemokratiska republiken Angola med säte i Huambo.
När det blev känt vilken roll Sydafrika hade spelat erkände OAU och många afrikanska länder den nya regeringen.
Men att bygga upp en modern stat, efter närmare 500 år av portugisiskt styre, var nästan en omöjlig uppgift. Nästan alla portugiser hade lämnat landet i rädsla för hämndåtgärder. 85 % av Angolas invånare var analfabeter.  Tre fjärdedelar av befolkningen tillhörde tre stora etniska folkgrupper, resten var fördelade på andra folkgrupper, mulatter och icke afrikaner. Förutom portugisiska fanns det fler än tio andra språk.

### Kabinda
I Kabinda kämpade befrielserörelsen FLEC för självständighet från Portugal. År 1967 hade OAU förklarat Kabinda för en oberoende stat, Vid fredsförhandlingarna i Alvor i januari 1975 kallade Portugal FNLA, UNITA och MPLA, men FLEC fick inte deltaga. Sommaren 1975 förhandlade Portugal om en federation mellan Zaire, Angola och Kabinda, men dessa planer kunde inte förverkligas. I augusti samma år proklamerades Kabindas självständighet från Portugal med stöd av Frankrike. I november ockuperades landet av angolanska och kubanska trupper. Befrielsekriget fortsatte under olika grupper till 2006, då FLEC-Renovada kunde teckna ett fredsavtal med Angola. Detta, det längsta av Afrikas befrielsekrig (1961-2006) berodde till stor del på att rika oljefyndigheter hade upptäckts år 1967.

### Fotnoter
1. ↑  ”Even more Russians fought Secretly in Angola than in Vietnam - And the Russians admit it!”. Arkiverad från originalet den 1 oktober 2011. https://web.archive.org/web/20111001013340/http://www.africancrisis.co.za/Article.php?ID=24839&. Läst 18 augusti 2013.
2. ↑  Perez de Cuellar C. Pilgrimage for Peace: A Secretary-General's Memoir pp.325-326
3. ↑  "Spinola och Mobutu". 
Läst 22 februari 2016.
4. ↑  Befrielsekampen i Afrika 1977, s. 148ff.
5. ↑  "António Rosa Coutinho", Läst 14 februari 2016.
6. ↑  Ett kapitel av författaren Willam Blums bok CIA och USA:s verkliga utrikespolitik
7. ↑  Immerman, Richard H.; Theoharis, Athan G (2006). The Central Intelligence Agency: Security Under Scrutiny. sid. 325
8. ↑  Hunter, Jane (1987). Israeli Foreign Policy: South Africa and Central America. South End Press. sid. 16.  ”In 1975 Israel followed Secretary of State Henry Kissinger's advice and helped South Africa with its invasion of Angola.”
9. ↑  "Blum: Killing hope".Läst 19 februari 2016.
10. ↑  ”The Secrete Wars of CIA” (på engelska). informationclearinghouse.info. Arkiverad från originalet den 27 februari 2016. https://web.archive.org/web/20160227182309/http://www.informationclearinghouse.info/article4068.htm. Läst 11 februari 2016.
11. ↑  "Bäst i världen på bistånd/Utbildning". Läst 20 februari 2016.
12. ↑  "Tidskriften Kuba. Läst 19 februari 2016.
13. ↑  Samtal med den svenska ambassadören Erik Åberg den 22 februari 2008
14. ↑  "The war for independence" Arkiverad 21 november 2014 hämtat från the Wayback Machine.. Läst 21 februari 2016 (engelska).
15. ↑  "Biografi Agostinho Neto" Arkiverad 1 oktober 2015 hämtat från the Wayback Machine.. Läst 21 februari 2016.
16. ↑  "FLEC Renovada", Läst 19 februari 2016.